# Wohngift
Wohngift ist ein Schlagwort, mit dem Stoffe bezeichnet werden, die in bewohnten Räumen auftreten und die Gesundheit oder das Wohlbefinden der darin wohnenden oder sich aufhaltenden Personen beeinträchtigen bzw. schädigen können.
Quellen von Wohngiften können nicht nur die Außenluft und der Bauuntergrund sein, sondern im Inneren eines Gebäudes unter anderem auch Baumaterialien, Einrichtungsgegenstände und von den Bewohnern und ihren Aktivitäten selbst eingebrachte Schadstoffe.
Als „Wohngifte“ bezeichnete Schadstoffe sind unter anderem:
- Feinstaub,
- Gase (Ozon, Kohlenmonoxid, Benzol-Dämpfe),
- Schimmelsporen und Pollen,
- Formaldehyd-Ausdünstungen
- Asbestfasern

Wohngifte kann man zum Beispiel gemäß ihrem Dampfdruck oder ihrer Flüchtigkeit in leichtflüchtige Schadstoffe (VOCs) und schwerflüchtige Schadstoffe unterteilen.

## Leichtflüchtige Schadstoffe (VOCs)
Als leicht- bis mittelflüchtige Substanzen sind in erster Linie Lösemittel wie Benzol, Toluol, Styrol, Alkohol, Ester, Ether, Glykole oder Terpene zu nennen. Sie gasen in der Wohnung aus Kunststoffen, Teppichen, Farben, Möbeln, Tapeten, Klebern und anderen Materialien aus. Diese leichtflüchtigen Schadstoffe verteilen sich gasförmig in der Raumluft. Man kann sie nur teilweise durch intensives Lüften nach draußen befördern. Einige Lösemittel hingegen können noch nach Monaten oder sogar Jahren recht stark ausgasen und in kritischen Konzentrationen in der Atemluft nachgewiesen werden. Sie führen dann oftmals zu Atemwegs- und Schleimhautreizungen bei den Bewohnern.

## Schwerflüchtige Schadstoffe
Schwerflüchtige Schadstoffe haben einen Siedepunkt ca. zwischen 240 und 400 °C. An erster Stelle sind hier die verschiedenen Pestizide zu nennen, die zum Beispiel in Form von PCP, Lindan oder Dichlofluanid als Holzschutzmittel eingesetzt worden sind. Insbesondere ältere Fertighäuser sind häufig mit solchen Holzschutzmitteln belastet. Aber auch Lederwaren, Möbel oder Teppiche werden immer noch häufig mit Insektiziden wie Permethrin ausgerüstet, um einem Befall durch Motten oder Teppichkäfer vorzubeugen.
Weiterhin sind in vielen Wohnungen recht hohe Konzentrationen von Weichmachern oder Flammschutzmitteln zu finden. Sie können z. B. aus Kunststoffprodukten, Matratzen oder Schäumen entweichen (Vinyltapeten, PVC-Bodenbeläge, Vinylböden, Schaumstoffe, Montageschaum, Gehäuse von Elektrogeräten u. a.).
PCB kann man in bis etwa Ende der 1970er Jahre erstellten Bauten teilweise immer noch nachweisen. Es wurde seinerzeit oftmals als Weichmacher in Kunststoffen und als Flammschutzmittel eingesetzt.
Zu finden ist PCB z. B. in
- Dauerelastischen Fugendichtmassen von Gebäudetrennfugen, Bewegungsfugen zwischen Betonfertigteilen oder Anschlussfugen von Fenstern und Türen
- alten PVC-Fußböden, Kautschuk, Polyurethan-Schaumstoffen
- alten Brandschutzbeschichtungen,
- alten Klebstoffen
- früher verwendetem Schalöl bei Betonarbeiten
- alten Kabelummantelungen

Schwerflüchtige Schadstoffe vermischen sich schlecht oder gar nicht mit der Luft. Sie gasen deshalb nur sehr langsam und über lange Zeit aus. Kritisch ist vor allem ihre Anreicherung im Hausstaub bzw. eine Sekundärkontamination von anderen Einrichtungsgegenständen im Haus. Deshalb ist für den Menschen neben dem Einatmen der gasförmigen Anteile die Inhalation kontaminierter Feinstäube besonders hervorzuheben. Hautkontakt, Schleimhautkontakt oder Verschlucken dieser belasteten Stäube kann so zu gesundheitlichen Problemen der Bewohner führen.

## Nachweisverfahren für Wohngifte
Je nachdem welche Schadstoffe man in der Wohnung vermutet, müssen unterschiedliche Analyse- und Untersuchungsverfahren für Wohngifte gewählt werden. Vor einer solchen Untersuchung empfiehlt sich deshalb eine Ortsbegehung oder ein Gespräch der Bewohner mit einem Experten.
In neu renovierten Wohnungen bzw. in Neubauten kann eine Untersuchung auf leichtflüchtige Schadstoffe (Lösemittel, Aldehyde) sinnvoll sein. Hierbei wird die Raumluft mit Pumpen auf spezielle Prüfröhrchen aufgezogen. Eine Analyse dieser Prüfröhrchen erfolgt danach im Labor auf eine vorher festgelegte Anzahl von Schadstoffen, die üblicherweise in Wohnräumen vorkommen können (Raumluftscreening).
Schwerflüchtige Schadstoffe (Holzschutzmittel, PCP, PCB) sind vorwiegend in Altbauten zu finden. Man kann sie im Rahmen eines Hausstaubscreenings feststellen.
Hierbei wird ca. 7–10 Tage alter Hausstaub mittels eines beutellosen Staubsaugers von Fußboden aufgesaugt und danach im Labor untersucht.
Im Anschluss an eine solche Laboruntersuchung muss dieses Ergebnis im Zusammenhang mit den örtlichen Gegebenheiten fachlich beurteilt werden, um etwaige Schadstoffquellen zu finden.

## Politik
Als Ende der 1990er-Jahre in der Schweiz das alte Giftgesetz durch ein neues, mit dem EU-Chemikalienrecht harmonisiertes Chemikaliengesetz (ChemG) abgelöst werden sollte, hat der Bundesrat mit dem so genannten „Wohngift-Artikel“ (Art. 20 Schadstoffe in Innenräumen) im Gesetzesentwurf eine gesetzliche Grundlage für Schadstoffe in Innenräumen geschaffen, die vom Parlament nach ausgiebiger Diskussion in dieser Form nicht übernommen wurde. Dabei wurde argumentiert, dass die Schweiz damit weiter gehen würde als die EU und dieser Artikelentwurf eine Überregulierung, gar einen Eingriff in die Intimsphäre bedeuten würde.
Sowohl die EU, wie auch Deutschland, tun sich schwer mit gesetzlichen Vorgeben, die den Wohnraum betreffen. Die Gesetzgeber sehen den Wohnraum ausdrücklich als geschützte Privatsphäre, in der Regulierungen elementare Grundrechte verletzen könnten. So wie man in Privatwohnungen kein Rauchverbot will, will die Politik in diesen auch keine Grenzwerte für andere Schadstoffe.